# Mikroplicae
Bei Mikroplicae (griechisch-lateinisch für „kleine Falten“) handelt es sich um schmale Auffaltungen der Zellmembran, die entweder am apikalen Pol oder seitlich zwischen Epithelzellen zu finden sind. Mikroplicae können ähnlich wie Mikrovilli der Oberflächenvergrößerung der Zellmembran dienen. Die seitlichen Mikroplicae können Verzahnungen mit der benachbarten Epithelzelle bilden.
Mikroplicae findet man beispielsweise auf der Oberfläche Stimmfalten oder zwischen Epithelzellen der Nierenkanälchen.